# جو هیسایشی
مامورو فوجیساوا (انگلیسی: Mamoru Fujisawa) با نام حرفه‌ای جو هیسائیشی (انگلیسی: Joe Hisaishi؛ زاده ۶ دسامبر ۱۹۵۰) آهنگساز و نوازنده بزرگ اهل ژاپن است.
او در کارنامه کاری خود آهنگسازی برای فیلم و انیمه های معروف بسیاری از جمله شهر اشباح، پونیو روی صخره کنار دریا،  باد برمی خیزد، پرنسس مونونوکه، افسانه پرنسس کاگویا و عزیمت ها را دارد. جو هیسایشی تاکنون 8 بار مهمترین جایزه سینمای ژاپن را از جشنواره فیلم این کشور دریافت کرده است و سابقه همکاری طولانی مدتی نیز با هایائو میازاکی دارد.
او در نوامبر سال ۲۰۰۹ مدال افتخار دولت ژاپن را دریافت کرد.